# Greasy spoon

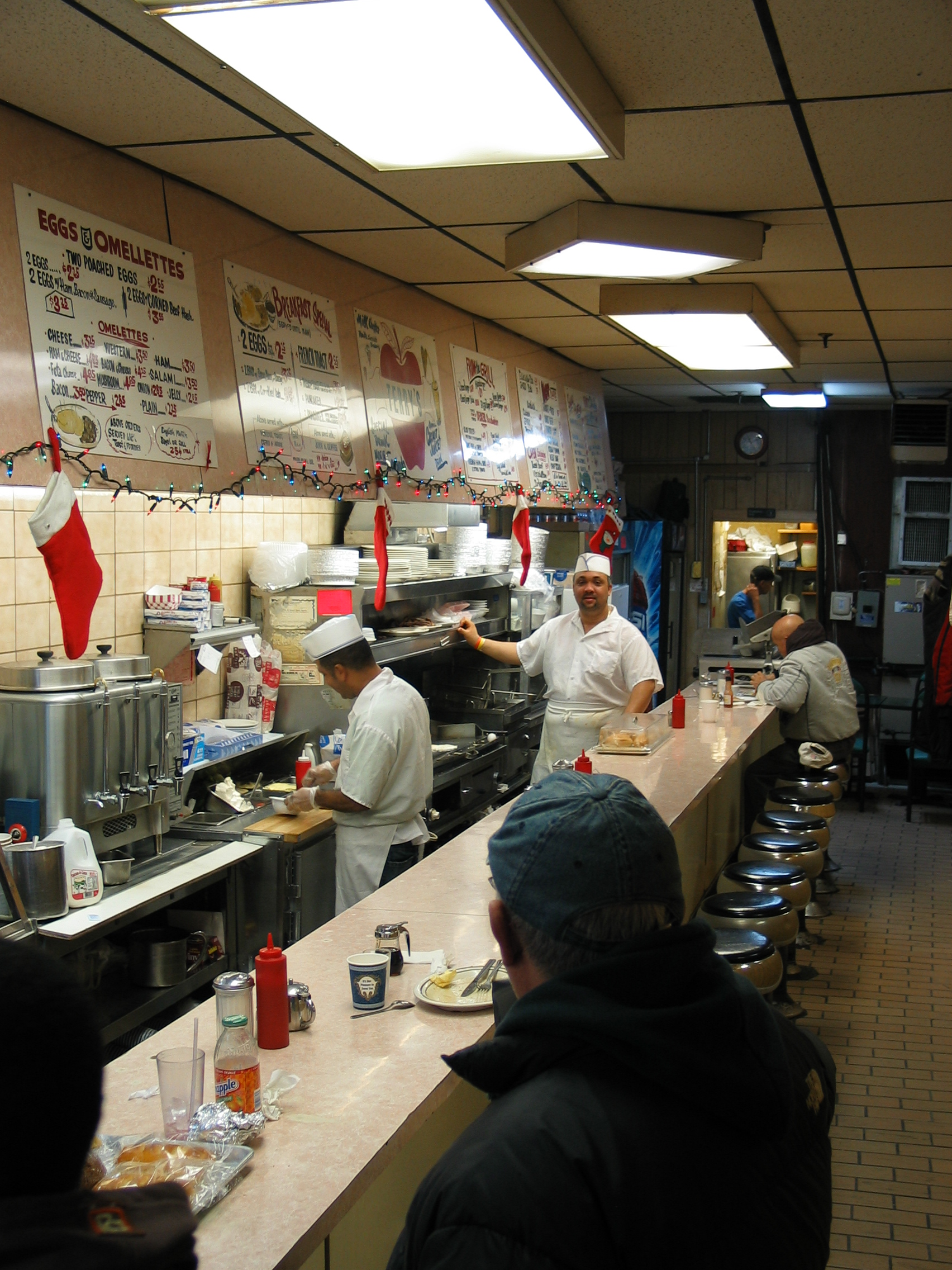
Un mostrador en un diner de Brooklyn, Nueva York.

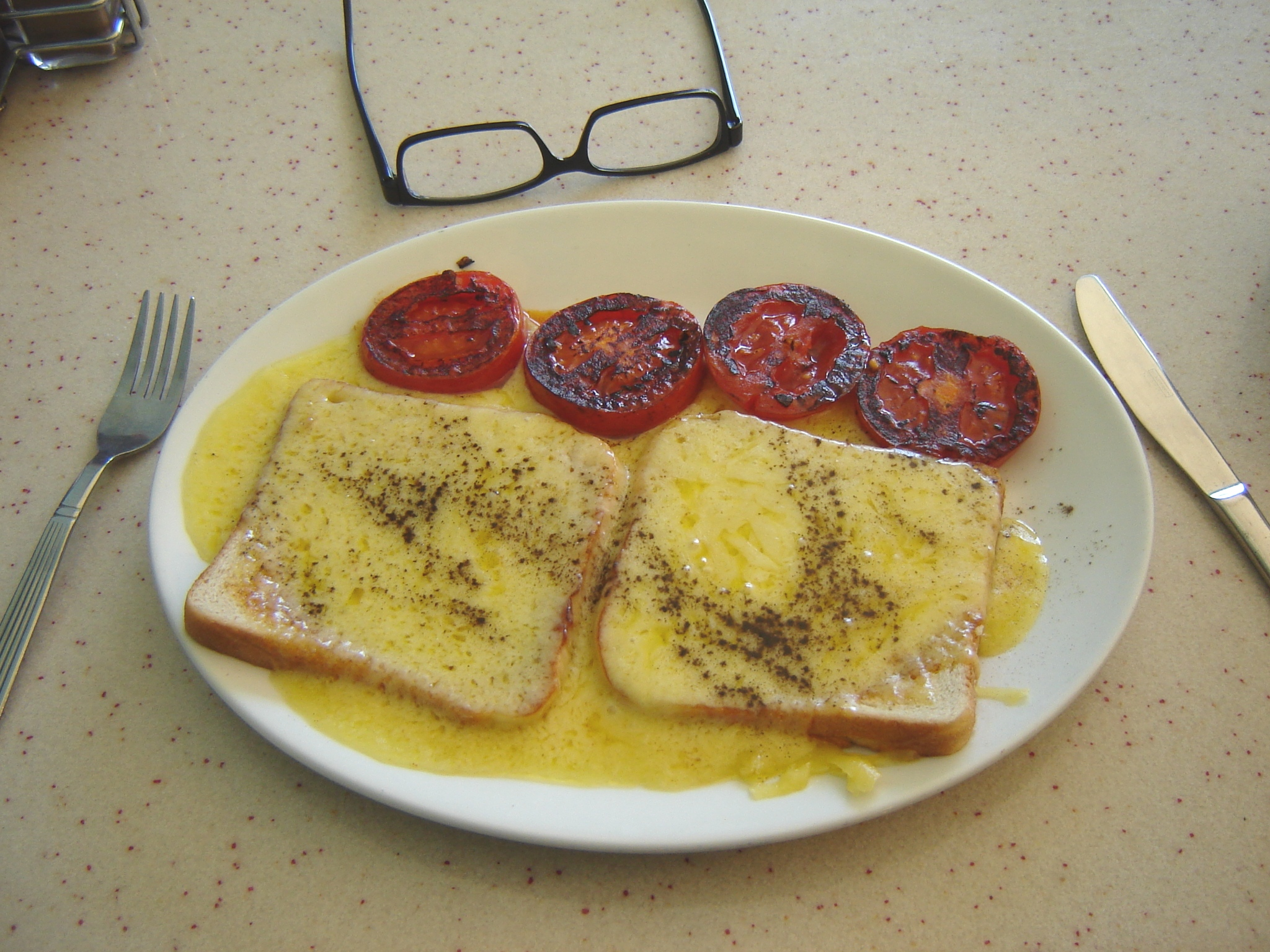
Queso fundido sobre tostadas, un ejemplo de comida típica de un greasy spoon.

El término greasy spoon (del inglés: cuchara grasienta) es una expresión coloquial o slang en América del Norte (más concretamente Canadá y Estados Unidos) para referirse a restaurantes donde se sirve comida barata, lugar donde se alimenta la clase trabajadora de la sociedad. Por regla general denota un lugar de poca higiene donde los platos suelen tener defectos o manchas debido a un descuido. El término aparece en los países anglosajones a comienzos de siglo XX (alrededor del 1920). Se puede decir que este concepto aparece antes que el de comida rápida.

## Concepto en mundo anglosajón
Cabe mencionar que no todas las cafeterías anglosajonas caben dentro de la categoría de los greasy spoon. La comida típica de estos lugares ingleses suele ser por regla general frituras tales como huevos fritos, panceta, morcilla, bubble and squeak, hamburguesa, salchichas, setas y diversas variedades de patatas fritas (french fries o chips). A menudo acompañados con baked beans, tomates cocinados y pan frito ( fried bread). A menudo se sirven sándwiches. La bebida más corriente suele ser té o café instantáneo. A veces suele servirse como postre diferentes porciones de crumbles de ruibarbo, así como el popular bread and butter pudding (pudding de pan y mantequilla). 
En Estados Unidos se sirven comidas similares haciendo énfasis en los perritos calientes, los hash browns, gofres, tortitas, la tortilla francesa, el pollo frito y las salchichas. Los primeros lugares donde se sirvieron hamburguesas en EE. UU. fueron greasy spoons. Es costumbre tomar una especie de plato combinado a precios especiales, se denominan "blue-plate special".  Un "blue plate special" típico podría llevar una rodaja de pastel de carne, puré de patata con gravy, y como acompañamiento alguna verdura cocida acompañada de un panecillo. Suelen servirse refrescos y café, helados.